# Piscine de Turku
La piscine de Turku (finnois : Turun uimahalli) est une picine situé sur Yliopistonmäki dans le quartier I à Turku en Finlande.

## Présentation
La piscine de Turku a été achevée en 1954 et est située rue Rehtorinpellonkatu, à côté des maisons d'étudiants de Turku conçues par l'architecte Erik Bryggman.
Erik Bryggman a également conçu la piscine.
L'établissement est la première piscine intérieure la plus ancienne de Turku et la quatrième de Finlande destinée à un usage public.
Les coûts de construction de la piscine ont été répartis entre l'association des étudiants de l'Université de Turku, la ville de Turku et l'État finlandais.
La salle dispose d'un bassin de 25 mètres et d'un seul vestiaire et salle de douches,
À partir d'août 2021, la piscine de Turku n'est accessible que par réservation privée.